# Stora Örtjärnen, Värmland
Stora Örtjärnen är en sjö i Årjängs kommun i Värmland och ingår i Göta älvs huvudavrinningsområde. Sjön är 9 meter djup, har en yta på 0,03 kvadratkilometer och befinner sig 207 meter över havet.